# صنعت‌های پنج‌گانه
صنعت‌های پنج‌گانه، صنایع خمس یا صنایع خمسه در منطق به صنعت‌های برهان، جدل، خطابه، شعر، و مغالطه گفته می‌شود.

## برهان
بُرهان، قیاسی‌است که مقدمات آن منحصراً از قضایای یقینی یا یقینیات (محسوسات، تجربیات، اوّلیّات و متواترات) یا از قضایایی که در تحلیل منتهی به یقینیات شود، تألیف شده باشد؛ بنابراین قیاس برهانی، قیاسی است که هم صورت و هم مادّهٔ آن هر دو در نهایت اتقان است، بنابراین نتیجه‌اش کاملاً قابل اعتماد است و در آن مجال تشکیک نیست. و دونوع دارد: اِنّی و لِمّی

## جدل
جَدَل یا مُجادِلِه، استدلالی است که از قضیه‌های مشهور یا مورد قبول مخاطب تشکیل می‌شود، و برای قانع‌سازی طرف مقابل به کار می‌رود. صورت سادهٔ جدل این است که یکی دیگری را با پرسش‌های پی‌درپی و متعدد روبه‌رو می‌کند به‌طوری‌که سرانجام او به تناقض‌گویی بیافتد و محکوم شود. در این مبارزه کسی که بتواند از پذیرفته‌های طرف مقابل بهره گیرد و او را به بن‌بست بکشاند، پیروز می‌شود.

## خطابه
خطابه یا خطبه یا وعظ، سخنی برای تحریک مردم به انجام یا ترک عملی از طریق تحریک عواطف و اقناع آن‌هاست. در واقع در خطابه پیش از آن که اندیشه و فکر افراد مورد خطاب باشد، احساسات و عواطف آن‌ها را مخاطب قرار می‌دهند. آیین سخنوری را خطابت می‌گویند.
مقدمات خطابه از مشهورات و مظنونات و مقبولات است. و چون خطیب به اقوال پیامبران و اولیای دین و بزرگانی که مقبول القولند استشهاد می‌جوید، و لحن را نیز با کلام متناسب می‌کند، سخنش بر دل می‌نشیند.

## شعر
شعر در علم منطق، سخنی خیال‌انگیز است که سبب تأثّر روحی دل‌خواه در مخاطب می‌شود. شعر در منطق یکی از صنعت‌های پنج‌گانه است که در این تعریف منطقی، سخن جنس آن و خیال‌انگیز بودن فصل آن است و با تعریف شعر در ادبیات اندکی تفاوت دارد. در شعر منطقی وزن و قافیه و سایر شرایط ادبی ضرورت ندارد. از این رو اگر سخنی وزن و قافیه داشته باشد اما از جنبه تخیل تهی باشد، از نظر منطق شعر محسوب نمی‌شود. برانگیختن قوهٔ تخیل شرط اصلی (فصل) شعر در منطق است.
| مهتری گر به کام شیر در است |  | شو خطر کن ز کام شیر بجوی |
| یا بزرگی و عزّ و نعمت و جاه |  | یا چو مردانت مرگ رویاروی |

کسی که خیال خود را روی این شعر متمرکز کند، خود را به جای شیر می‌گذارد و بدون احساس خطر به دشمن حمله می‌کند.

## مغالطه
مُغالِطِه، سَفسَطه یا مَغلَطِه (به فارسی سره: دژفرنود) استدلالی است که از نظر علم منطق نادرست باشد. مغالطه جزئی از برهان است که به‌طور قابل اثباتی در منطق آن ایراد وجود دارد و بنابراین کل برهان را نامعتبر می‌سازد.